# Château de la Rochette (Isère)
Pour les articles homonymes, voir Château de la Rochette.
Le château de la Rochette  (également dénommé château de Planta) est un édifice historique situé sur la commune de Fontaine, dans la collectivité de Grenoble Alpes Métropole, dans le département français de l'Isère en région Auvergne-Rhône-Alpes. 
L'édifice se dresse au pied des falaises du Massif du Vercors, le long de l'ancienne route nationale 531 menant de Grenoble à Bourg-de-Péage.

## Situation et accès
Le domaine du château est longé par la départementale 531 (route de Grenoble à Valence), à l'entrée de la commune de Fontaine, non loin du centre commercial Casino et de l'ancienne ferme de l'Abbaye. Le domaine est limitrophe du parc municipal de la Poya et relativement proche des falaises du Massif du Vercors.
Le château est situé à proximité de la station La Poya de la ligne A du tramway de Grenoble et non loin de l'arrêt Charvet de la ligne 19 du réseau de transports de l'agglomération grenobloise.

## Histoire
Le château de la Rochette (également dénommé château de Planta), date du XVIIe siècle, à l'origine une maison forte du XVe siècle fut édifié par Jacques de Sassenage, chambellan et premier écuyer de Louis XI, seigneur de Sassenage et de Fontaine pour le compte de son fils Claude.
Au XVIIIe siècle, le château passa dans le giron de la famille Falquet de Planta, famille originaire de Seyssel, mais installée dans le Dauphiné dès le XVIIe siècle.
Après de nombreux changements de propriétaires et surtout l'acquisition par la commune d'une grande partie de son domaine (notamment pour y construire l'ancienne mairie), le château passa finalement dans les mains de la famille Dotto, dont l'entreprise de travaux publics exploitait les carrières de Fontaine.
En 1945, le château devint propriété de l'union paroissiale de Fontaine qui le céda à la commune. Le nom de « Château de la Rochette » lui a été donné au cours du XXe siècle, époque à laquelle on procéda à certains aménagements et où on s’aperçut à cette occasion qu’il avait été construit sur un rocher.

## Personnalité liée au château
Sébastien Falquet de Planta (1770-1839), seigneur et propriétaire du domaine, est l'auteur d'une importante correspondance (un millier de lettres), laissé par ce militaire en tant que témoin de son époque.
Celle-ci a fait l'objet d'une analyse par l'historien Yves Jocteur Montrozier et qui a permis de mieux connaître la vie intellectuelle parisienne et grenobloise, ainsi que l'ensemble des événements politiques de la Révolution, de l’Empire, jusqu'à la Restauration.